# 경기 (경제)
경기(景氣)는 매매 및 거래 등의 경제 활동 전반의 동향을 말한다. 실물 경제의 동향뿐만 아니라 이에 따른 대중의 사회적 심리를 포함하여 파악하는 경우도 많아, 영어 등 언어에 정확하게 일치하는 단어는 없다.

## 경기 동향
경기는 장기적으로 상승과 하강을 반복하는 것을 경기 순환이라고 부른다. 세분화하여 경기가 하강하고 있는 상태를 경기 수축, 경기가 상승하고 있는 상태를 경기 확장이라 한다.

## 수량경기
매상량의 증대를 통하여 기업의 수입이 증가하고, 일반적으로 경기의 상승이 초래되는 것을 수량경기(數量景氣)라 부른다. 수량경기의 특색으로서는 생산 및 거래량의 증대가 물가의 상승없이 이루어지는 점이다. 제2차대전 후 서독이 통화 개혁을 실시한 후에 이와 같은 수량경기가 생긴 데서 그 이름이 붙여지게 되었고, 그후 일반적으로 보급된 용어이다.

## 투자경기
경기의 상승이 주로 투자 활동의 활발화에 기인하는 경우에 그러한 경기의 상승을 투자 경기라 한다. 경기의 상승을 초래하는 요인이 소비 수요에 있느냐, 투자 활동에 있느냐에 따라서 각각 소비 경기, 투자 경기로 구별하고 있는데 양자는 상호 관련을 맺고 있다. 투자 경기가 과도하게 진행되면 과잉 생산으로 경기의 급격한 하강을 초래하고 또 국제 수지면에서도 악화를 가져오게 된다.

## 같이 보기
- 경기 순환